# Ibara (Okayama)
Ibara (井原市 Ibara-shi?) es una ciudad localizada en la prefectura de Okayama, Japón. En junio de 2019 tenía una población estimada de 39.310 habitantes y una densidad de población de 161 personas por km². Su área total es de 243,54 km².

## Geografía

### Localidades circundantes
- Prefectura de Okayama
  - Kasaoka
  - Sōja
  - Takahashi
  - Yakage
- Prefectura de Hiroshima
  - Fukuyama
  - Jinsekikōgen

## Demografía
Según los datos del censo japonés, esta es la población de Ibara en los últimos años.
| Año del censo | Población |
| ------------- | --------- |
| 1995          | 47.647    |
| 2000          | 46.489    |
| 2005          | 45.104    |
| 2010          | 43.927    |
| 2015          | 41.390    |